# Engelbert Rehling
Engelbert Rehling (* 29. Juni 1906 in Düpe; † 25. November 1976 in Aachen) war ein deutscher katholischer Geistlicher des Missionsordens Oblaten der Unbefleckten Jungfrau Maria, der 1941 aufgrund seiner kritischen Haltung zum nationalsozialistischen Regime im KZ Dachau inhaftiert wurde.

## Leben

### Kindheit und Jugend
Engelbert Rehling wurde als fünftes Kind von Bernhard Franz Rehling und Antonia Rehling, geborene Tanklage, in Düpe bei Steinfeld (Oldenburg) geboren. Sein Vater betrieb eine Werkstatt für Landmaschinen. Engelbert Rehling wuchs in einer tiefchristlich geprägten Familie auf. Von seinen vier lebenden Geschwistern – vier weitere verstarben im Kindbett – traten zwei seiner Schwestern in die Kongregation der Salzkottener Franziskanerinnen ein. Engelbert Rehling entschied sich hingegen für den Missionsorden der „Oblaten der Unbefleckten Jungfrau Maria“ (OMI). Der Orden war 1816 von dem französischen Geistlichen Eugen von Mazenod gegründet und als rein französischer Orden konzipiert worden. 1880 wurden die meisten französischen Orden per Gesetz zu Auflösung oder Emigration gezwungen. Ein Teil der französischen Oblaten ging in das niederländische Valkenburg aan de Geul. Im dortigen Missionskolleg der Oblaten St. Karl wurden auch Deutsche aufgenommen, so dass hier der deutsche Zweig des Ordens entstand.
Engelbert Rehling muss sich recht früh entschieden haben, dem Orden der Oblaten beizutreten, denn schon 1921, also mit knapp fünfzehn Jahren, kam er ins Oblatenjuniorat nach St. Karl im niederländischen Valkenburg, wo er bis zur Beendigung seiner Gymnasialstudien im Jahre 1927 blieb. Nicht bekannt ist, ob Engelbert Rehling diese Entscheidung allein getroffen hat, oder ob er von seinen Eltern dazu gedrängt wurde, die sonst keine Möglichkeiten sahen, ihrem Sohn eine weiterführende Schulbildung und ein Hochschulstudium zu ermöglichen. Engelbert Rehling begann sein Noviziat am 30. April 1927 im Kloster Maria Engelport, wo er am 1. Mai 1928 die Ersten Gelübde ablegte. Es folgte ein theologisches und philosophisches Studium an der Ordenshochschule der Oblaten in Hünfeld bei Fulda, wo er am 1. Mai 1931 seine Ewigen Gelübde ablegte. Hier fanden nach den Niederen Weihen auch am 24. Dezember 1932 die Weihe zum Diakon und am 9. April 1933 die Weihe zum Priester statt.

### Tätigkeit als Volksmissionar 1934–1941
Ab 1934 war Pater Engelbert Rehling, der als ein „sehr kontaktfreudiger Priester und Prediger“ beschrieben wird, als Volksmissionar tätig, was ihn im Laufe seiner 43 Priesterjahre „durch fast alle westdeutschen Oblatenklöster führen sollte“. Ein Einsatz im Ausland kam aufgrund seiner schwachen Gesundheit nicht in Betracht. Pater Rehling schrieb 1972 im Rückblick über seine Arbeit als Volksmissionar während der NS-Zeit:
„Als gläubiger Christ, als Priester und Prediger stand ich von Anfang an im Kampfe und im Widerspruch gegen die Machthaber des Dritten Reiches. Kein Wunder, dass das auch in der Verkündigung des Wortes Gottes seinen Ausdruck fand. […] Ich hätte mich ja ins Mauseloch verkriechen und mich zu den stummen Fischen zählen können. Nie im Leben habe ich meine Natur verleugnet.“
Es war somit nur eine Frage der Zeit, bis Pater Rehling in Konflikt mit dem NS-Regime geriet. Zu einem ersten Konflikt kam es 1935 in Kapellen/Erft. Hier hielt Pater Rehling, in Vertretung für Pfarrer Kessel, am 17. Februar 1935 im Hochamt die Predigt über das Thema Kann man auf Erden wahrhaft glücklich werden? Am folgenden Tag meldete der Ortsgruppenleiter der NSDAP an die Kreisleitung der NSDAP in Neuss, Pater Rehling habe in seiner Predigt gesagt: Glücklich „kann der Mensch auf Erden nicht werden, auch nicht durch ‚Kraft durch Freude‘, fragt sie nur, die eine solche Tour schon mitmachten.“ Weiterhin soll er gesagt haben: „Auch den führenden Köpfen der heutigen Regierung braucht ihr keinen Glauben zu schenken, man will uns die Zehn Gebote aus dem Herzen reißen, sie passen nicht für die arische Rasse, sondern man sagt, sie wären für die Juden bestimmt. Auf den Versammlungen werdet ihr diese Redewendung sicher schon oft gehört haben.“
Der Fall ging von der Kreisleitung weiter an die Gauleitung der NSDAP in Düsseldorf, die ihn wiederum am 13. März „mit der Bitte um Kenntnisnahme und Untersuchung der Angelegenheit“ an die Staatspolizeileitstelle Düsseldorf weiterleitete. Diese beauftragte am 17. März den Landrat in Moers mit der Untersuchung des Falls, der ihn wiederum an den Landrat in Grevenbroich weiterleitete. Dieser hörte dazu am 2. April zwei Zeugen. Beide Zeugen „sind aus eigener Veranlassung zu dem Ortsgruppenleiter der NSDAP gekommen und haben den Vorfall gemeldet.“ Sie bestätigten zwar, dass Pater Rehling gesagt habe, man könne das wahre Glück nicht durch Kraft durch Freude finden, konnten aber zu den Zehn Geboten, über die Rehling gepredigt hatte, keine klare Angabe machen.
Am 7. Mai 1935 wurde Pater Rehling in Grevenbroich vernommen. Er sagte aus, die beanstandeten Äußerungen seien „offenbar von den Kirchenbesuchern falsch verstanden worden.“ Das Wort „Regierung“ habe er nie gebraucht. In Bezug auf die zehn Gebote habe er nie von der „arischen Rasse“ gesprochen. Zwar stand im Manuskript der Predigt der Satz: „Aber für einen echten (Deutschen) arisch Deutschen passen doch keine Judengesetze.“ Dieser Satz war jedoch durchgestrichen, und Pater Rehling bestand darauf, zwar einen sinngemäß ähnlichen Satz gebraucht, das Wort „arisch“ aber nicht verwendet zu haben. Er könne in den beanstandeten Äußerungen „nichts Unrechtes erblicken, insbesondere glaube er sich gegen die gesetzlichen Bestimmungen dadurch nicht vergangen zu haben.“ Das gegen ihn eingeleitete Strafverfahren wegen Beleidigung wurde daraufhin eingestellt. Nach einem Aktenvermerk der Staatspolizeileitstelle Düsseldorf vom 3. Oktober 1941 geschah dies, weil „er die ihm zur Last gelegten Äußerungen bestritt und Zeugen, die seine Äußerungen beanstandeten, nicht mehr ermittelt werden konnten.“ Viel wahrscheinlicher erscheint dagegen, dass der Fall Rehling ganz einfach verschlampt wurde und dies auf diese Weise nachträglich vertuscht werden sollte. Die Ursache hierfür könnte in dem großen Mangel an geeigneten Fachkräften liegen, unter dem die Gestapo in den ersten Jahren zu leiden hatte.
Zu einem weiteren Konflikt kam es 1937 „wegen angeblich kritischer Predigtäußerungen“ während einer Missionswoche vom 16. bis 30. Mai 1937 in Hüls bei Krefeld. Der Ortsgruppenleiter der NSDAP in Hüls hatte seine Schwägerin „zu einer Anzeige gedrängt.“ Fast ein ganzes Jahr lang musste Pater Rehling Vorladungen und Verhöre über sich ergehen lassen, die die Polizei in Bedburdyck bei Neuss im Auftrag des Sondergerichts Düsseldorf durchführte. Der Prozess wegen eines Vergehens nach dem „Heimtückegesetz“ wurde am 9. Mai 1938 aufgrund des nach dem Anschluss Österreichs erlassenen Straffreiheitsgesetzes vom 30. April 1938 eingestellt.
Pater Rehling kam dabei die innen- und außenpolitische Lage zugute. Am 13. Juli 1936 hatte das Justizministerium mit Hinblick auf die Olympiade angeordnet, Strafverfahren mit religionspolitischem Hintergrund einzustellen. Die Anordnung wurde zwar als Reaktion auf die Enzyklika Mit brennender Sorge Papst Pius’ XI. vom 14. März 1937, in der er gegen die Behinderung der Kirche in Deutschland durch das NS-Regime protestierte, am 7. April 1937 wieder aufgehoben, aber schon im Juli 1937 wieder in Kraft gesetzt. Hitler bereitete sich auf Krieg vor und ging daher größeren Konflikten mit der katholischen Kirche zunächst aus dem Weg: „Das Problem sollte in Zukunft geräuscharm gelöst werden.“
In den folgenden Jahren hielt Pater Rehling neben Volksmissionen auch religiöse Wochen und Einkehrtage ab, „vor allem für Soldaten, die in den Krieg mussten.“ Erschwert wurde seine Arbeit durch die Auflösung des Aachener Klosters der Oblaten Mitte Juli 1941 im Zuge des „Klostersturms“. Die Gestapobeamten, die ohne Vorwarnung eines Tages nachmittags gegen 14 Uhr zum Kloster kamen, forderten die Ordensmitglieder auf, das Kloster innerhalb von vier Stunden zu räumen. Die Oblaten durften nur einige persönliche Gegenstände mitnehmen, sämtliche Lebensmittel wurden beschlagnahmt. Die Gestapobeamten durchstöberten auch die Briefe und die geschriebenen Predigten der Geistlichen, wobei Pater Rehling nur knapp der Verhaftung entging. Ein Beamter fand den Brief eines Soldaten, in dem stand: „Freue dich über jeden Tag, den du noch nicht beim Barras sein brauchst.“ Der Beamte unterstellte ihm, dem Soldaten diesen Gedanken eingegeben zu haben. Er ließ ihn jedoch mit den Worten „Eines Tages werde (!) wir Sie doch bekommen!“ frei. Das Kloster sollte nach der Vertreibung seiner Bewohner den Obdachlosen des ersten großen Luftangriffs auf Aachen vom 10. Juli 1941 als Unterkunft zur Verfügung gestellt werden.
Anfang September 1941 übernahm Pater Rehling eine Urlaubsvertretung bei Pastor Bernhard Werschmann in Kaldenhausen bei Duisburg. Dabei kam es zu einem Zwischenfall mit dem Postboten Lehnhoff, der den Pater provozierend mit dem Hitlergruß grüßte, den dieser jedoch nicht erwiderte. Später schimpfte Lehnhoff „im Postgebäude auf die katholische Kirche und ihre Pfaffen, die nicht einmal den deutschen Gruß kennen.“ Pater Rehling verbat sich diese Angriffe, woraus sich ein Streit zwischen ihm und dem Postboten entwickelte:
„Lehnhoff aber wurde immer heftiger. Er kam auf den Überfall auf Polen zu sprechen und darüber, dass sein Junge, der bei der SS war, gefallen sei. Ich erwähnte, dass gerade die SS-Formation nicht zimperlich in der Kriegführung wäre, dass sie verschiedene polnische Mitbrüder einfach an die Wand gestellt hätte. Bei der Bösartigkeit dieses Postboten konnte das nicht gut gehen. Nach einigen Tagen wurde nach mir gefahndet. Eine Anzeige von Lehnhoff war erfolgt. Er war in der Gemeinde als fanatischer Nationalsozialist bekannt.“
Pater Rehling wurde zur Last gelegt, er habe öffentlich gesagt: „Die SS-Verfügungstruppen sind viel schlimmere Horden als die Bolschewisten. Unsere Stukas sind Massenmörder.“ Nach der Aussage Lehnhoffs bei der Gendarmerie hatte Pater Rehling den Streit angefangen und behauptet „unsere Stukas, das sind keine Kriegsgeräte, das sind ? (dieser Ausdruck ist mir [Lehnhoff] entfallen) aber er hörte sich sehr niederträchtig an.“ Auch habe Pater Rehling „alles in recht bissigem Ton“ gesagt. Der von Lehnhoff als Zeuge angegebene Küster Michael Erkelenz, der nebenbei auch in der Poststelle Kaldenhausen arbeitete, beteuerte gegenüber dem Meister der Gendarmerie in Rumeln, „hoch und heilig, dass er von dem allen nichts gehört habe, und er weiß auch überhaupt nichts.“ Daher wurde der Küster auch gar nicht erst vernommen, „da von vornherein feststeht, dass E. (Erkelenz) nichts aussagen will.“
Am Tag nach dem Zwischenfall reiste Pater Rehling nach Essen ab, so dass die Polizei in Kaldenhausen ihn nicht mehr verhaften konnte. Die Staatspolizeileitstelle Düsseldorf beauftragte ihre Außendienststelle Essen mit der Vernehmung Pater Rehlings. Diese reichte den Auftrag am 15. Oktober 1941 mit der Bemerkung zurück, Pater Rehling habe Ende September die Vertretung von Vikar Kemper in Wüllen in Westfalen übernommen, so dass seine Vernehmung „diesseits nicht durchgeführt werden (konnte).“ In Wüllen angekommen, teilte Pater Kassiepe Pater Rehling mit, dass die Gestapo bereits nach ihm suche und er als Aufenthaltsort Wüllen angegeben habe. Am 28. Oktober 1941 wurde Pater Rehling gegen 16 Uhr von dem Gestapobeamten Eugen Dehm aus Münster verhaftet. Bis 23 Uhr sperrte der Beamte Pater Rehling im 5 Kilometer entfernten Ahaus in dem „Spritzenhaus“, das als Gefängnis diente, ein, während er nach Stadtlohn fuhr und dort den Vikar Johannes Klumpe verhaftete. Die beiden Geistlichen wurden noch in der Nacht in das Polizeigefängnis nach Münster überführt. Auf eine gerichtliche Verhandlung wartete er vergeblich. Der von seinen „Oberen als Verteidiger bestellte Rechtsanwalt wurde überhaupt nicht zugelassen“, da Hitler schon 1935 die Hinzuziehung von Rechtsanwälten in Schutzhaftfällen verboten hatte.
Während der Haft wurde Pater Rehling mehrmals, sowohl bei Tag als auch bei Nacht, in den Kellern des Gestapogebäudes in der Gutenbergstraße 17 in Münster verhört. Er wies alle Beschuldigungen zurück und schwieg weitgehend, um niemanden zu belasten. Trotz seines Schweigens wurde er nicht gefoltert:
„Weil ich schwieg, wurden die Gestapobeamten wütend. Ein paar Mal wollten sie handgreiflich werden. Das verbat ich mir energisch. Sie ließen dann von mir ab.“
Während der Haft kümmerte sich die Schwester des Wüllener Vikars Klemper um Pater Rehling. Sie wusch seine Wäsche und benachrichtigte seine Eltern, die ihn zweimal im Polizeigefängnis besuchen durften. Pater Rehling benutzte die Wäsche, um Nachrichten aus dem Gefängnis zu schmuggeln, was streng verboten war. Polizeimeister Brockschneider, der die Gefangenen im Rahmen seiner Möglichkeiten unterstützte, bemerkte dies, verriet ihn jedoch auf sein Bitten hin nicht an die Gestapo. „Seine Frau Maria wurde die Mutter aller Priester, die in den langen Jahren durch das Polizeigefängnis gingen. Mit ihr habe ich bis zu ihrem Tod 1970 in brieflicher Verbindung gestanden“, erinnert sich Pater Rehling.
Am 8. November 1941 beantragte die Staatspolizeileitstelle Münster beim Reichssicherheitshauptamt in Berlin „gegen Rehling Schutzhaft bis auf weiteres und Einweisung in ein Konzentrationslager anzuordnen. Rehling ist amtsärztlich untersucht; er ist lagerhaft- und arbeitsfähig.“ Geistliche wurden nur nach Genehmigung des Reichssicherheitshauptamtes in ein Konzentrationslager eingewiesen. Am gleichen Tag bat die Staatspolizeileitstelle Münster die in Düsseldorf „um Mitteilung, was sonst in politischer oder strafrechtlicher Hinsicht über R. dort bekannt ist.“ Für die Staatspolizeileitstelle war also schon allein der letzte Vorfall in Kaldenhausen Grund genug, um Pater Rehling in ein KZ einweisen zu lassen. Die Unterlagen wurden am 19. November nach Münster übersandt mit der Bitte „mich über den weiteren Gang der Sache zu unterrichten, da ich beabsichtige – um eine Rückkehr Rehlings in meinen Amtsbereich zu unterbinden – gegebenenfalls ein Aufenthaltsverbot gegen ihn herbeizuführen.“ Am 2. Dezember 1941 wurde die Personalakte Rehling zurückgesandt mit dem Hinweis, man werde die Entscheidung des Reichssicherheitshauptamtes „zu gegebener Zeit mitteilen.“
„Um den 20. Dezember“ wurde Pater Rehling mitgeteilt, dass man ihn ins KZ Dachau überstellen werde. Der Transport erfolgte in einem Gefangenenwagen der Eisenbahn vom 22. bis zum 26. Dezember von Münster über Kassel, Frankfurt am Main und Nürnberg nach Dachau.

### Haft in Dachau 1941–1945

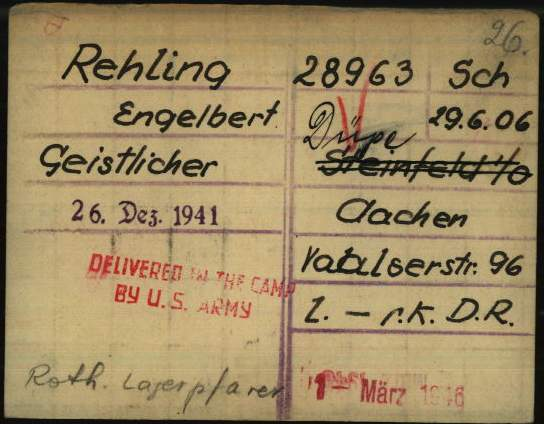
Registrierungskarte von Engelbert Rehling als Gefangener im nationalsozialistischen Konzentrationslager Dachau

Ab 1940 wurden im KZ Dachau alle Geistlichen inhaftiert, die im nationalsozialistischen Machtbereich in „Schutzhaft“ genommen worden waren. Nach Verhandlungen zwischen der Reichsregierung und dem päpstlichen Nuntius Orsenigo erhielten die Priester die Blocks 26, 28 und 30 als „Pfarrerblocks“ zugeteilt, die durch einen Zaun von den Blocks der anderen Gefangenen abgeteilt waren. Block 26 enthielt eine Kapelle, deren Benutzung nur den Geistlichen erlaubt war. Ferner waren die Geistlichen von der Arbeit freigestellt und erhielten eine etwas bessere Verpflegung als die anderen Gefangenen. Am 15. September 1941 wurden alle polnischen Geistlichen in den Blocks 28 und 30 zusammengefasst. Sie verloren ihre Privilegien und durften die Kapelle nicht mehr benutzen. Nur der Block der nichtpolnischen Geistlichen blieb eingezäunt. Insgesamt waren ca. 2.700 Geistliche in Dachau inhaftiert, von denen ca. 1.000 die Haft nicht überlebten. Die Gesamtzahl der Häftlinge in Dachau schwankte zwischen durchschnittlich 20.000 bis 30.000.
Am 26. Dezember 1941 wurde Pater Engelbert Rehling als Häftling Nr. 28963 wegen pazifistischer Äußerungen in das KZ Dachau eingeliefert. Er hatte den Eindruck, er sei direkt in die Hölle geraten. Er wurde beschimpft und beleidigt, kahl geschoren und bekam Häftlingskleidung, die ihm viel zu klein und zu eng war. „Nach vier Monaten haben die Kleider gepasst, nachdem ich 50 bis 60 Pfund abgenommen hatte.“ Noch am gleichen Tag wurde Engelbert Rehling Zeuge, wie die SS einen jüdischen Mithäftling zu Tode prügelte. In der ersten Nacht starb neben ihm ein anderer inhaftierter Geistlicher, ohne dass er es bemerkte. Am nächsten Morgen wurde Pater Rehling vom Wachpersonal zusammengeschlagen, weil er dies nicht sofort gemeldet hatte.
In der Regel verbrachten die Neuinhaftierten etwa zwei Wochen in den Zugangsblocks, bis sie auf die eigentlichen Wohnblocks verteilt wurden. In dieser Zeit mussten die Häftlinge exerzieren üben, was Pater Rehling fast das Leben kostete. Er meldete sich mit wundgelaufenen Füßen zur Aufnahme ins „Revier“, der Krankenstation. Pater Rehling schrieb 1972: „Zwei Tage vorher war die Aktion der Invaliden abgeschlossen [worden].“ Auch Geistliche, die invalide oder arbeitsunfähig waren, liefen Gefahr, vergast zu werden (gemeint ist hier die Aktion 14f13). Die Opfer wurden zur Vergasung in die NS-Tötungsanstalt im Schloss Hartheim bei Linz transportiert. Da die Lagerleitung erklärte, die Invaliden würden in einem anderen Lager besser untergebracht werden, gab es zunächst sogar Freiwillige.
Aber die Häftlinge merkten schon bald, was es mit den „Invalidentransporten“ auf sich hatte, denn die Kleidung der abtransportierten Häftlinge kam schon nach einigen Tagen wieder zurück. Außerdem erfuhren die Häftlinge aus Briefen ihrer Angehörigen, dass die abtransportierten Häftlinge verstorben waren. Nachdem 320 Geistliche durch Vergasung umgebracht worden waren, ordnete das Reichssicherheitshauptamt am 18. August 1942 an, reichsdeutsche Priester nicht mehr zu vergasen. Erst am 27. April 1943 wurde die Vergasung von Invaliden, nicht aber von Geisteskranken, ganz eingestellt.
1942 verschlechterte sich die Versorgungslage im KZ Dachau dramatisch. Im Februar gingen die Kartoffeln aus, so dass die Verpflegung nur noch aus 250 g Brot am Tag und Steckrübensuppe bestand. In seinen Erinnerungen merkt Pater Rehling an: „Nach der Befreiung sprach ich mit einem Beamten aus der Verwaltung der Stadt Dachau und erfuhr, dass nicht 1/5 der uns zustehenden Beköstigung uns erreichte. Alles andere wurde verscheuert von der SS und ihren Komplizen in der Lagerführung.“ Ab April 1942 mussten auch die nichtpolnischen Geistlichen Zwangsarbeit verrichten, ohne jedoch die für Zwangsarbeiter übliche Zusatzmahlzeit zu erhalten. So begann im Juni und Juli „das große Sterben. Die Priester hatten täglich mehrere Tote zu beklagen.“ Pater Rehling musste in dieser Zeit bei der Firma Durach in München außerhalb des KZ Sauerkraut einstampfen. Er erklärte sich freiwillig dazu bereit, „weil es so mehr zu essen gab, weil man andere Luft atmen konnte und andere Menschen sah als kahlköpfige Häftlinge und SS mit Pistolen.“ Es gelang ihm, der Niederlassung der Oblaten in München eine Nachricht zukommen zu lassen, die ihn daraufhin heimlich während seiner Arbeit mit Brot versorgten. So konnte Pater Rehling die Zeit der großen Hungersnot überstehen. Ende Oktober 1942 wurde den Häftlingen erlaubt, Lebensmittelpakete zu bekommen.
Pater Rehlings schwache Gesundheit war ihm schon 1933 in einem ärztlichen Gutachten attestiert worden. Am 14. Januar 1943 brach im KZ Dachau eine Typhusepidemie aus, der ca. 1.400 Häftlinge zum Opfer fielen. Auch Pater Rehling schwebte mehr als vier Monate lang „zwischen Leben und Tod“. Später erlitt er einen Herzkollaps und musste alle seine Lebensmittelpakete für eine Tablette opfern. Danach lag er noch dreimal im „Revier“ mit Durchfall und Lungenentzündung.
Am 1. September 1943, einem Tag, den Pater Rehling „nie vergessen“ sollte, brach er, von einer Diarrhö geschwächt, beim Morgenappell auf dem Appellplatz bewusstlos zusammen. Zwei Häftlinge brachten ihn daraufhin ins „Revier“, wurden dort aber abgewiesen. Pater Rehling wurde als „Drückeberger“ bezeichnet und von dem Lagerältesten Kapp ans Eingangstor gestellt. Sogar das Austreten wurde ihm verwehrt, und als einzigen Rat erhielt er vom Wachpersonal: „In die Hose, du Saupfaff!“ Mehr als elf Stunden lang musste er so aushalten. Dies geschah in einem Jahr, das Frieling als das „für die Häftlinge relativ beste“ bezeichnet.
Während der ganzen Zeit seiner Haft nahm Pater Rehling jede Gelegenheit wahr, seine Mithäftlinge so gut es ging seelsorgerisch zu betreuen, obwohl dies von der Lagerleitung verboten war. Wie vielen anderen Gefangenen half dabei das Vorhandensein einer Kapelle auch ihm, die Haft im Lager zu ertragen. 1947 schrieb er: „Ich vergesse nicht den Augenblick, als ich am 7. Februar 1942 zum ersten Mal dieses Heiligtum betreten durfte.“ Neben der seelsorgerischen Tätigkeit an den Laienhäftlingen hatte er am 23. Juli 1944 erstmals wieder Gelegenheit, selbst die Messe zu feiern. Dies war bis zum 16. März 1943 dem Lagerkaplan Franz Ohnmacht vorbehalten gewesen. Sein Nachfolger Georg Schelling gab – verbotenerweise – auch den anderen Priestern reihum die Möglichkeit, die Messe zu feiern. Dies galt auch für die polnischen Priester, denen die Benutzung der Kapelle am 15. September 1941 verboten worden war. Auch Laienhäftlinge konnten jetzt die Gottesdienste besuchen. Obwohl diese oft durch die SS gestört wurden, kam es doch zu keinem wirklich ernsten Zwischenfall.
Pater Rehling nahm auch an dem regen theologisch-intellektuellen Leben der Geistlichen im KZ Dachau teil. Dazu gehörten Diskussionsrunden und Vorträge einzelner Priester. Die Kapelle diente hierbei als Vortragsort:
„In geordneter Folge wurden in der Kapelle Vorträge gehalten über die Lage der Kirche in den einzelnen Ländern. Und in Gegenwart aller in Dachau vertretenen Religionsgemeinschaften hörten wir Vorträge über die Wiedervereinigung im Glauben.“
Auf diese Weise umgingen die Geistlichen das Verbot der Lagerleitung, Kurse und Zirkel zu bilden.
Ein einmaliges Ereignis in der Geschichte des KZ Dachau war die Priesterweihe von Diakon Karl Leisner am 17. Dezember 1944 durch den französischen Bischof Gabriel Piguet. Karl Leisner hatte sich beim Arbeitsdienst eine Lungenentzündung zugezogen, die in Dachau wieder aufbrach. Pater Rehling versorgte ihn mit Eiern, die ihm seine Eltern schickten. Als abzusehen war, dass er die Krankheit nicht überleben würde, war es Karl Leisners letzter Wunsch, zum Priester geweiht zu werden. Nachdem sowohl der für Dachau zuständige Kardinal, Erzbischof Michael von Faulhaber, als auch der für den aus dem Bistum Münster stammenden Karl Leisner zuständige Bischof Clemens August Graf von Galen ihr Einverständnis gegeben hatten, wurden die notwendigen Insignien durch Ordensfrau Josefa Mack ins Lager geschmuggelt. Der schwerkranke Karl Leisner hatte Mühe, die Weihezeremonie durchzustehen. Um ihn zu schonen, war nur eine begrenzte Zahl von Teilnehmern beim Weiheakt zugelassen. Einer von ihnen war Pater Rehling, der auch die Weiheurkunde mit unterschrieb. Zu ihm sagte Karl Leisner: „Ohne deine gütige Mithilfe wäre ich nicht soweit gekommen.“ Pater Rehling diente Karl Leisner auch bei dessen Primizmesse am 26. Dezember 1944. Dies gab „dem zweiten Weihnachtstage 1944 eine ganz besondere Weihe und Bedeutung.“ Karl Leisner starb nach der Befreiung aus Dachau am 12. August 1945 an seiner Krankheit.
Bereits 1942 hatte die Fuldaer Bischofskonferenz – wie in vielen anderen Fällen auch – im Fall von Pater Rehling versucht zu intervenieren, ohne dabei Erfolg zu haben. 1943 reiste Pater Rehlings Vater nach Dachau und versuchte ebenfalls erfolglos, ihn freizubekommen. Anfang 1945 wurde Bischof Heinrich Wienken wegen der Priester in Dachau beim Reichssicherheitshauptamt vorstellig. Der SS-Offizier Müller forderte von ihm binnen zwei Stunden eine Liste mit Namen, die ihm gerade einfielen. Vom 27. März bis zum 11. April kam es zu einer Entlassungswelle deutscher und österreichischer Priester. Daher liegt die Vermutung nahe, dass Pater Rehling nur deshalb nicht unter den Entlassenen war, weil Bischof Wienken, der für ihn als Ordensgeistlicher gar nicht zuständig war, mit seinem Fall nicht näher vertraut war.
Am 25. April 1945 wurde der Befehl zur Evakuierung des Lagers gegeben. Der Evakuierungsmarsch begann am Abend des 26. April und führte über Dachau ins Mühlbachtal. Hier wurde am nächsten Tag gerastet. Abends ging der Marsch weiter nach Starnberg. Nachts um ein Uhr gelang Pater Rehling mit zwei Mithäftlingen die Flucht.

### Weitere Tätigkeit als Volksmissionar ab 1945
Nach seiner Flucht beim Evakuierungsmarsch aus dem KZ Dachau fand Pater Rehling zunächst im Jesuitenkloster Rottmannshöhe Unterkunft. Bis 1947 wirkte er dann im Missionskonvikt in Westfalen.
Noch vor dem Ende ihrer Haft hatten die zwanzig Priester aus dem Bistum Münster, die gemeinsam im KZ Dachau inhaftiert waren, ausgemacht, sich Pfingsten 1946 bei Pfarrer Josef Reukes in Gronau zu treffen. Pater Rehling beschrieb es als ein „herzliches Wiedersehen“. An den drei Abenden des Treffens hielt er die Predigt. Das Treffen der ehemaligen KZ-Priester fand in der Gronauer Gemeinde ein lebhaftes Interesse. Gronauer Familien hatten sich bereiterklärt, jeweils einen Priester für die Dauer des Treffens als Gast bei sich aufzunehmen. Auf der Schlussfeier „war das Gotteshaus bis auf den letzten Platz gefüllt, nicht nur von Katholiken, sondern auch von vielen Andersgläubigen.“ Nach dieser kirchlichen Feier trafen sich die zwanzig Priester in der Wohnung von Pfarrer Reukes zu einem Abendessen und einem gemütlichen Beisammensein. Am folgenden Tag, nach einem „schlichten Mittagsmahl, das nach Dachauer Art unser ehemaliger Blockältester Friedrichs selber austeilte“, fuhr die ganze Gruppe nach Lüdinghausen in Westfalen, „wo ein ähnliches Treffen der Dachauer Priester aus den Diözesen Münster, Paderborn und Aachen veranstaltet war.“
Auch nach diesem Treffen hielt Pater Rehling Kontakt zu der Gruppe seiner ehemaligen Mithäftlinge und „engagierte sich sehr“ für sie. Im September 1950 pilgerte er zusammen mit „mehr als 200 deutschen KZ-Priestern nach Rom“.
Der Postbote Lehnhoff, der Pater Rehling 1941 mit seiner Anzeige ins KZ Dachau gebracht hatte, wurde nach Kriegsende im Rahmen der Entnazifizierung seines Amtes enthoben. Um seine Stellung als Postbote zurückzubekommen, bat er Pater Rehling, ihm dabei mit einem Schreiben (im Volksmund „Persilschein“) zu helfen. Pater Rehling antwortete ihm, er habe ihm zwar verziehen, er könne jedoch nicht erwarten, dass er nach allem, was er im KZ Dachau erlitten hatte, sich nun auch noch für ihn einsetze.
1947 wurde Pater Rehling Gemeindemissionar in Bingen-Rochusberg. Ab dem 1. Dezember 1958 war er als Krankenhausgeistlicher im Luisenhospital Aachen tätig. 1959 wurde seine Versetzung in das Oblatenkloster Aachen/Salvatorberg, in dem er auch schon während seiner Zeit als Krankenhausseelsorger gelebt hatte, rechtskräftig. Hier war er weiter als Volksmissionar tätig. Im Gegensatz zu vielen anderen ehemaligen KZ-Priestern sprach er, auch auf seinen Volksmissionen, oft über seine Erlebnisse im KZ Dachau.
Pater Rehlings ohnehin schon schwache Gesundheit hatte durch die Haft in Dachau weiter gelitten, er litt unter einem Diabetes. Im Juni 1974 erlitt er einen schweren Schlaganfall, von dem er sich bis zu seinem Tod nicht mehr richtig erholte.
Am 25. November 1976 starb Pater Rehling in Aachen. Er wurde auf dem Oblatenfriedhof im St. Nikolauskloster in der Nähe von Bedburdyck bei Neuss beerdigt.

## Schriften
- Weihnachten in Dachau. In: Monatsblätter der Oblaten der Unbefleckten Jungfrau Maria. 47. Jahrgang, Heft 1. April 1946, S. 14–16.
- Priesterleben und Priesterwirken im KZ-Lager Dachau. In: Monatsblätter der Oblaten der Unbefleckten Jungfrau Maria. 48. Jahrgang, Heft 1. Januar 1947, S. 7–11.